# Аніта Бербер
Аніта Бербер (нім. Anita Berber; 10 червня 1899, Лейпциг, Саксонське королівство, Німецький рейх — 10 листопада 1928, Берлін, Веймарська республіка) — німецька танцюристка й акторка німого кіно, відома в 1920-х. Прославилася відвертими, насиченими еротизмом танцювальними номерами та скандальною поведінкою.

## Життєпис
Народилася 10 червня 1899 року в Лейпцигу. Батько, професор Фелікс Бербер, був відомим скрипалем, мати Люсі співала шансонетки в берлінських кабаре. Коли Аніті було три роки, батьки розлучилися. Дитинство пройшло в Дрездені, де вона від 1906 року виховувалася в бабусі (рідня по матері) і до 1913 року відвідувала школу для дівчат. 1914 року почалася Перша світова війна, і Аніта разом із бабусею повернулася до матері до Берліна, де оселилися в районі Вільмерсдорф.

### Початок кар'єри
Через рік почала брати уроки акторської майстерності в актриси Марії Моїссі та відвідувати танцювальну школу відомої танцівниці тих років Рити Сачетто. Її сценічний дебют разом із іншими учнями школи відбувся 24 лютого 1916 року. 1917 року Аніта пішла від Сачетто і почала блискучу самостійну кар'єру — соло на сцені берлінського театру Аполло, танцювала на майданчиках вар'єте Зимовий сад і Rudolf Nelson-Revuen, 1918 року гастролювала Швейцарією, Угорщиною та Австрією. Від початку її танці епатували публіку, тому слава Аніти набула відтінку порочності та скандалу.

### Скандальна слава
Повернувшись до Берліна, 1919 року одружилася з художником Ебергардом фон Натусіусом (нім. Eberhard von Nathusius; 1895—1942). Того ж року дебютувала в кіно, отримавши невелику роль у фільмі Ріхарда Освальда «Будинок трьох дівчат». Потім була головна роль у фільмі того ж Освальда «Історія Діди Ібсен». 1919 року їхня співпраця тривала далі й Освальд зняв Аніту в п'яти фільмах — «Пер Ґінт» за п'єсою Генріка Ібсена, «Проституція. Жовтий дім», «Навколо світу за 80 днів», «Не такий, як усі», «Зловісні історії», де Аніта з'явилася у всіх п'яти епізодах. В останніх чотирьох картинах її партнером був відомий німецький актор тих років Конрад Фейдт.
1920 року представила глядачам нову програму під назвою Звуки і дим і далі знімалася в кіно, зокрема зігравши 1922 року роль другого плану в картині Фріца Ланга «Доктор Мабузе, гравець». Того ж року розлучилася з Натусіусом і, бувши бісексуалкою, пішла до подруги на ім'я Сюзі Вановскі (нім. Susi Wanowsky). Далі почала роман зі своїм танцювальним партнером, гомосексуалом Себастьяном Дросте, і 1922 року в Будапешті вони одружилися. Незадовго до цього пара шокувала публіку, представивши у Відні свою спільну програму «Танці пороку, жаху і захоплення», яка включала номери під мальовничими назвами Труп на секційному столі, Морфій, Дім оман і Ніч Борджіа.
Це шоу, в якому Бербер та Дросте танцювали оголеними, притягувало публіку як магніт, але потім втрутилися віденські охоронці моральності, і скандальна пара перебралася до Угорщини. 1923 року вони випустили збірку не менш провокаційних віршів та оповідань за мотивами сюжетів своїх танців. Далі пара повернулася до Берліна, де стався новий скандал — Дросте, наркоман-кокаїнник, учинив крадіжку, щоб роздобути грошей на наркотики, і втік від розплати в Америку. Того ж року Аніта анулювала їхній шлюб.
1923 році разом із Норою Ґреґор знімається у фільмі «Вогники в глибині».

### Останні роки
Після втечі Дросте новим партнером Бербер став американець-гомосексуал Генрі Шатен-Гоффман (нім. Heinrich Châtin-Hofmann). 10 вересня 1924 року вони одружилися. У парі з Шатен-Гоффманом Аніта викликала фурор, виступаючи з танцювальними номерами Ракета, Вогні рампи, Біла мишка і Звуки та дим. Вони сенсаційно гастролювали в Кельні, Дюссельдорфі, Лейпцигу і Вроцлаві (у ті роки — Бреслау), а в Гамбурзі представили глядачам оновлену програму під назвою Танці еротики та захоплення.
1928 року подружжя гастролювало на Близькому Сході, і це турне стало для Бербер останнім. У липні, під час виступу в Дамаску, танцівниця просто на сцені відчула сильне нездужання. Її перевезли до Берліна, і 10 листопада того ж року вона померла в лікарні від туберкульозу, обтяженого наслідками пристрасті до кокаїну.

## Визнання та пам'ять
- 1987 року режисер Роза фон Праунгайм[de], один із активістів руху за права гомосексуалів Німеччини, зняв картину під назвою «Аніта[de]» — про те, як літня пані збожеволіла, уявивши себе Бербер.
- 1925 року художник-авангардист Отто Дікс зобразив Бербер на картині «Портрет дами в червоному». Нині картина міститься в галереї міста Штутгарта.
- Компанія Rosenthal випустила три порцелянові статуетки, що зображують Аніту в танці.

## Фільмографія
| Рік  | Українською                    | Мовою оригіналу                         | Роль                                                                       |
| 1925 | Вальс Штрауса                  | Ein Walzer von Strauß                   | Танцівниця                                                                 |
| 1923 | Вогники в глибині              | Irrlichter der Tiefe                    | ?                                                                          |
| 1923 | Три Марії та пан Марана        | Die Drei Marien und der Herr von Marana | ?                                                                          |
| 1923 | Відень, місто пісень           | Wien, du Stadt der Lieder               | ?                                                                          |
| 1922 | Лукреція Борджіа               | Lucrezia Borgia                         | Джулія Орсіні                                                              |
| 1922 | У боротьбі з невидимим ворогом | Im Kampf mit dem unsichtbaren Feind     | Бессі                                                                      |
| 1922 | Доктор Мабузе, гравець         | Dr. Mabuse, der Spieler                 | Танцівниця                                                                 |
| 1922 | Вони з цирку                   | Die vom Zirkus                          | Циркачка                                                                   |
| 1922 | Личина                         | Schminke                                | ?                                                                          |
| 1921 | Золота лихоманка               | Die Goldene Pest                        | Наташа                                                                     |
| 1921 | Ніч Мері Мертон                | Die Nacht der Mary Murton               | ?                                                                          |
| 1921 | Граф Каліостро                 | Der Graf von Cagliostro                 | ?                                                                          |
| 1921 | Люцифер                        | Lucifer                                 | ?                                                                          |
| 1921 | Розтрачене життя               | Verfehltes Leben                        | ?                                                                          |
| 1920 | Шулер                          | Der Falschspieler                       | ?                                                                          |
| 1920 | Череп доньки фараона           | Der Schädel der Pharaonentochter        | ?                                                                          |
| 1920 | Нічні істоти                   | Nachtgestalten                          | Танцівниця                                                                 |
| 1919 | Зловісні історії               | Unheimliche Geschichten                 | Проститутка / Жінка / Подружка / Дружина п'яниці / Сестра президента клубу |
| 1919 | Не такий, як усі               | Anders als die Andern                   | Ельза                                                                      |
| 1919 | Пер Ґінт                       | Peer Gynt                               | ?                                                                          |
| 1919 | Навколо світу за 80 днів       | Die Reise um die Erde in 80 Tagen       | Ауда                                                                       |
| 1919 | Проституція. Жовтий дім        | Die Prostitution. Das gelbe Haus        | Лола                                                                       |
| 1918 | Історія Діди Ібсен             | Dida Ibsens Geschichte                  | Діда Ібсен                                                                 |
| 1918 | Будинок трьох дівчат           | Das Dreimäderlhaus                      | Гризі                                                                      |